# Kyigon
Kyigon est un village située dans le canton de Kale, dans le district de Kale, dans la région de Sagaing, dans l'ouest de la Birmanie. Kyigon est situé sur la rive gauche (nord) de la rivière Myittha à environ 2,4 kilomètres au-dessus de l'endroit où la rivière Neyinzaya (en) entre dans le Myittha. Il se trouve à environ 8,8 kilomètres au nord-est de la capitale régionale à Kalaymyo.